# Joseph Paul Franklin
Joseph Paul Franklin (eigentlich James Clayton Vaughn, Junior; * 13. April 1950 in Mobile, Alabama; † 20. November 2013 in Bonne Terre, Missouri) war ein US-amerikanischer Serienmörder. Bekanntestes Opfer Franklins war Larry Flynt, der Herausgeber des Hustler-Magazines, den er 1978 schwer verletzte.

## Biografie

### Frühes Leben
James Clayton Vaughn – wie Franklin ursprünglich hieß – wuchs in einem von Gewalt geprägten Elternhaus auf. Sein Vater, der ein alkoholsüchtiger Arbeitsloser war, ließ die Familie oft für Monate oder gar Jahre allein und feierte seine Rückkehr stets damit, dass er seine Kinder, insbesondere James Junior, schlug. Über die Kindheit und Jugend Franklins ist kaum etwas bekannt, außer dass er sich für Okkultismus und moderne Ernährung interessierte.
Nach einem Unfall, bei dem seine Sehkraft stark beeinträchtigt wurde, verließ er die Schule; auch verhinderte die Behinderung seinen Einsatz als Soldat im Vietnamkrieg. 1968 heiratete der 18-jährige Vaughn. Er litt unter Depressionen und Stimmungsschwankungen und schlug seine Ehefrau immer wieder, bis sie sich schließlich von ihm scheiden ließ. 

### Politische Überzeugung
Zu Beginn der 1970er-Jahre wurde in den Südstaaten der USA die Rassentrennung aufgehoben, eine Reform, mit der der rechtsextrem gesinnte Vaughn nicht einverstanden war. Er fokussierte seinen Hass vor allem auf Afroamerikaner und Juden. 1972, nach dem Tod seiner Mutter, trat Vaughn der American Nazi Party bei, für die er schon lange Sympathien gehegt hatte. Er verließ Alabama und ließ sich in Atlanta (Georgia) nieder, wo er Mitglied der National States Rights Party sowie des Ku-Klux-Klan wurde.
Etwa in diese Zeit fällt auch seine rechtlich anerkannte Namensänderung von James Clayton Vaughn, Junior in Joseph Paul Franklin. Der Name ist nicht zufällig ausgewählt: Die Vornamen Joseph und Paul sind von Paul Joseph Goebbels, Hitlers Reichspropagandaminister, entlehnt. Der Name Franklin stammt von Benjamin Franklin, einem der Gründerväter der Vereinigten Staaten.

### Kriminelle Karriere
Obwohl er bereits mehrmals wegen kleinerer Delikte mit dem Gesetz in Konflikt geraten war, begann Franklins eigentliche „Karriere“ als Krimineller am 6. September 1976, als er ein gemischtethnisches Paar in eine Sackgasse von Atlanta hetzte und mit Tränengas attackierte. Franklin konnte entkommen. In den folgenden drei Jahren legte er in zehn US-Bundesstaaten eine blutige Spur, die am 29. Juli 1977 begann: In Chattanooga (Tennessee) legte er eine Bombe in einer örtlichen Synagoge, bei deren Detonation aber niemand verletzt wurde. 
Seinen ersten Doppelmord verübte Franklin acht Tage später, am 7. August 1977, in Madison (Wisconsin), als er den 23-jährigen Alphonse Manning und seine gleichaltrige Freundin Toni Schwenn tötete. Franklin hatte kurz zuvor eine Bank überfallen und war mit seinem Wagen nun mit überhöhter Geschwindigkeit auf der Flucht. Er war mit dem langsamen Tempo des Fahrzeugs vor sich nicht einverstanden und tötete die Insassen, Manning und Schwenn. Zwei Monate später, am 8. Oktober 1977, lauerte Franklin in einem Gebüsch vor einer Synagoge in Richmond Heights (Missouri) Teilnehmern einer Bar Mitzwa auf, erschoss mit einem Remington 700 Gerald Gordon und verletzte zwei weitere Männer, Steven Goldman und William Ash, schwer. Am 6. März 1978 verübte er in Lawrenceville (Georgia) ein Attentat auf den Herausgeber des Hustler, Larry Flynt, der querschnittgelähmt überlebte. Flynt hatte in einer Ausgabe seines auf Sexualität spezialisierten Magazins Sex mit Schwarzen und andersethnischen Menschen thematisiert – etwas, das Franklin nicht tolerierte. Wenn er auf der Flucht war, gebrauchte er bis zu 18 Pseudonyme und falsche Identitäten. Er erwarb ständig neue Fluchtwagen und färbte sich so oft die Haare, dass sie auszufallen drohten. Er führte einen Einmannkrieg gegen Juden, Schwarze und andersdenkende Menschen.
Am 29. Juli 1978 erneut in Chattanooga (Tennessee) angekommen, wo er auf den Tag ein Jahr zuvor eine Bombe in einer Synagoge gelegt hatte, ermordete er den Schwarzen William Bryant Tatum, den Angestellten einer Pizza-Hut-Filiale. Nun unterbrach Franklin seine Mordserie für knapp ein Jahr. Die Ermittler in den USA standen vor einem Rätsel. Da Franklin stets neue Identitäten und Aussehen hatte, konnten weder Phantombilder noch psychologische Profile des Täters oder der Täter erstellt werden. Dass die Taten in verschiedenen Bundesstaaten verübt wurden, erschwerte die Ermittlungen, da die Ermittler kein Muster erkennen konnten und von mehreren Tätern ausgingen.
Am 12. Juli 1979 erschoss er in einer Filiale von Taco Bell in Doraville (Georgia) aus einer Entfernung von 137 Metern den 27-jährigen schwarzen Filialleiter Harold McIver, von dem bekannt war, dass er eine weiße Freundin hatte. Sein nächstes Opfer wurde am 18. August 1979 ebenfalls in einem Fastfood-Restaurant gefunden. In Falls Church (Virginia) erschoss Franklin durch das Fenster eines Burger-King-Restaurants hindurch den 28-jährigen Raymond Taylor. Dasselbe Restaurant wurde 23 Jahre später, im Oktober 2002, erneut Schauplatz eines Verbrechens, als hier ein Opfer der sogenannten Beltway Sniper Attacks zu Tode kam.  Am 21. Oktober 1979 erschoss er in Oklahoma City (Oklahoma) aus 91 Metern Entfernung das gemischtethnische Pärchen Jesse Taylor und Marian Bresette. Damals hatte der 29-jährige Franklin eine Beziehung mit der erst 15-jährigen Prostituierten Mercedes Masters, mit der er kurzzeitig in DeKalb County (Georgia) lebte. Masters gestand Franklin, auch schwarze Freier zu haben, woraufhin er sie am 5. Dezember 1979 ebenfalls tötete. In Indianapolis (Indiana) erschoss er am 12. Januar 1980 den 19-jährigen Lawrence Rees vor einem Restaurant. Rees’ Vater, der Zeuge des Attentats war, wurde zum Erstaunen der Ermittler weder Opfer noch Ziel des Heckenschützen. Zwei Tage später, am 14. Januar 1980, wurde Leo Watkins (19) das nächste Opfer, als er vor einem Einkaufszentrum in Indianapolis ermordet wurde. Am 2. Mai 1980 wich Franklin erstmals von seinem Muster ab, aus dem Hinterhalt Menschen zu erschießen. In Monroe County (Wisconsin) nahm er eine junge weiße Anhalterin mit, die später als Rebecca Bergstrom identifiziert wurde. Warum Franklin Bergstrom bei Tomah (Wisconsin) ermordete, konnte nicht geklärt werden; Franklin gestand den Mord jedenfalls 1984.
Wie Larry Flynt im Jahr 1978, so wurde am 29. Mai 1980 in Fort Wayne (Indiana) mit dem Afroamerikaner Vernon Jordan eine weitere Person des öffentlichen Lebens Franklins Opfer. Jordan, 1980 Vertrauter und Mitarbeiter im Stab des damaligen Gouverneurs von Arkansas und späteren US-Präsidenten Bill Clinton, war zudem Bürgerrechtsführer, amtierender Präsident der National Urban League und hatte eine Beziehung mit einer weißen Frau. Jordan überlebte das Attentat schwer verletzt. Am 8. Juni 1980 ermordete Franklin zwei Kinder. In Cincinnati (Ohio) wartete er einige Stunden in seinem Wagen auf ein gemischtethnisches Paar, das er ermorden könnte. Als keines auftauchte, erschoss er die beiden Cousins Darrel Lane, 14-jährig, und Donte Evans Brown, der mit seinen 13 Jahren Franklins jüngstes Mordopfer wurde. Neun Tage später, am 15. Juni 1980, erschoss er in Johnstown (Pennsylvania) den 22-jährigen Arthur Smothers und dessen 16-jährige Freundin Kathleen Mikula, als die beiden Afroamerikaner gerade eine Brücke in der Innenstadt überquerten. Andere Quellen geben abweichend davon auch Johnstown in Ohio als Tatort an. Am 25. Juni 1980 nahm er die beiden Anhalterinnen Nancy Santomero (19) und Vicki Durian (26) in Pocahontas County (West Virginia) mit. Zunächst wollte er den beiden weißen Frauen nichts antun, doch nachdem eine der Frauen im Gespräch mit Franklin ihren schwarzen Freund erwähnt hatte, tötete er sie doch.
Zwei Monate später, am 20. August 1980, beging Franklin seine letzten nachgewiesenen Morde. In Salt Lake City (Utah) erschoss er aus 36 Metern Entfernung die beiden schwarzen Jogger Ted Fields und David Martin, die in Begleitung ihrer zwei weißen Freundinnen unterwegs waren. Diese überlebten schwer verletzt.

### Festnahme und Prozesse
Franklin lief am 25. September 1980 in Kentucky nach einem missglückten Banküberfall der Polizei in die Arme und wurde gefasst. Er wurde nach Florida überstellt, konnte kurzzeitig aus dem Polizeigewahrsam entkommen, wurde jedoch nach einigen Tagen erneut inhaftiert. Der nun 30-jährige Mann, der im Lauf der Zeit die Morde gestand, wurde Angeklagter in zahlreichen Prozessen, die sich über einen Zeitraum von 17 Jahren erstreckten. 1983 erfolgte in Indiana der Freispruch im Fall des missglückten Attentats auf Vernon Jordan. Weil keine eindeutigen Spuren am Tatort sichergestellt werden konnten, wurde er aus Mangel an Beweisen freigesprochen. Erst 1996 gab er zu, das Attentat auf Jordan begangen zu haben. Im selben Jahr (1983) wurde er in Utah zu einer lebenslangen Haftstrafe wegen des Doppelmords an Ted Fields und David Martin verurteilt. Weitere lebenslange Haftstrafen wurden in Tennessee, Wisconsin, Missouri und Ohio verhängt.
Die Anklagepunkte umfassten 20 Morde, sechs schwere Körperverletzungen, 16 Banküberfälle und zwei Bombenattentate. Franklin gestand auch, geplant zu haben, US-Präsident Jimmy Carter wegen dessen liberaler Ansichten zu ermorden. Der schwarze Baptistenprediger Jesse Jackson soll auch auf seiner Todesliste gestanden haben. Erst im Jahr 1997 konnte in Missouri das Heckenschützenattentat vor der Synagoge von Richmond Heights verhandelt werden. In diesem abschließenden Prozess forderte die Jury die Todesstrafe. 1997 wurde er zum Tode verurteilt. Ab dieser Zeit saß Joseph Paul Franklin in der Todeszelle des Potosi Correctional Center in Potosi (Missouri) ein.
Im Oktober 2013 sprach sich Larry Flynt gegen die Hinrichtung Franklins aus.

### Hinrichtung
Der Missouri State Supreme Court setzte den 20. November 2013 als Datum der Hinrichtung fest. Sie wurde allerdings wenige Stunden vor der Vollstreckung von der US-Bezirksrichterin Nanette Laughery aufgeschoben. Sie ordnete an, dass zunächst eine Klage von Franklin und 21 weiteren Todeskandidaten gegen die Hinrichtungsprozedur geklärt werden müsse. Nach einer Entscheidung des United States Supreme Court in der Sache wurde Franklin schließlich zum geplanten Termin durch die Giftspritze hingerichtet. Es war die erste Hinrichtung in Missouri seit drei Jahren.